# Партия добродетели
Партия добродетели (тур. Fazilet Partisi) — исламистская политическая партия, основанная 17 декабря 1997 года в Турции.

## История
16 января 1998 года Конституционный суд Турции запретил Партию благоденствия (Партия благоденствия). Причинами запрета стали «деятельность с целью свержения светского конституционного порядка», в частности партию обвиняли в симпатиях к джихаду и попытках введения шариата. В декабре 1997 года в преддверии возможного запрета была основана Партия добродетели. Идейными предшественниками Партии добродетели помимо Партии благоденствия были Партия национального порядка (tr:Millî Nizam Partisi, запрещена в 1971 году) и Партия национального спасения (tr:Millî Selâmet Partisi, запрещена в 1982 году). Среди этих организаций Партия добродетели стала первой имевшей изначальную внутрипартийную демократию.
Основатель партии, Исмаил Альптекин, отойдя от риторики Партии благоденствия, провозгласил главными целями «демократию, верховенство права и прав человека», достижение демократии с равными правами и свободами, такими, как в западных странах. Несмотря на эти заявления с самого своего основания Партия добродетели имела репутацию традиционалистской и исламистской. Партию, также как и её членов нередко обвиняли в нарушении секулярных статей Конституции Турции. Так, Мерве Кавакчи, избранной членом парламента от Партии добродетели, запретили приносить клятву депутата из-за того, что она носила хиджаб.
Активная деятельность Партии добродетели началась 14 мая 1998 года, когда на съезде её председателм был избран Реджаи Кутан. Уже на этом съезде наметился раскол между традиционалистами и реформистами. 18 апреля 1999 года состоялись первые в истории партии выборы. На выборах в парламент Партия добродетели получила 4 805 381 голос (15,41 %), что позволило ей стать третьей политической силой в стране после Демократической левой партии и Партии национального действия, получив 111 мест из 550. На выборах в местные органы власти за Партию добродетели проголосовали 5 185 831 человек (16,48 %). Кандидаты Партии добродетели победили на выборах мэров таких крупных городов как Стамбул, Анкара, Кайсери и Конья. 14 мая 2000 года на партийном съезде Реджаи Кутан добился переизбрания, получив 633 голосов. За его соперника, Абдуллу Гюля, представлявшего реформистов, проголосовал 521 делегат.
22 июня 2001 года партия по тем же причинам, что и ранее Партия благоденствия, была признана Конституционным Судом Турции неконституционной и запрещена. После запрета среди сторонников партии произошёл раскол. Более консервативная часть, представляющая старую гвардию Эрбакана, основали традиционалистскую Партию процветания (tr:Saadet Partisi). Более молодые и прагматичные политики, объединившись вокруг Реджепа Тайипа Эрдогана, образовали реформистскую Партию справедливости и развития.

## Эмблема
Эмблема партии представляет собой красные полумесяц и сердце, которые соединяют пять красных линий. Линии должны представлять лучи достоинства, репутации, чести, системы правосудия и правовой информированности, благополучия и процветания. Сердце символизирует любовь, терпимость, братство и мир, права и свободы человека.